# Simi Garewal
 (octobre 2024).
La mise en forme du texte ne suit pas les recommandations de Wikipédia : il faut le « wikifier ».
Les points d'amélioration suivants sont les cas les plus fréquents. Le détail des points à revoir est peut-être précisé sur la page de discussion.
- Les titres sont pré-formatés par le logiciel. Ils ne sont ni en capitales, ni en gras.
- Le texte ne doit pas être écrit en capitales (les noms de famille non plus), ni en gras, ni en italique, ni en « petit »…
- Le gras n'est utilisé que pour surligner le titre de l'article dans l'introduction, une seule fois.
- L'italique est rarement utilisé : mots en langue étrangère, titres d'œuvres, noms de bateaux, etc.
- Les citations ne sont pas en italique mais en corps de texte normal. Elles sont entourées par des guillemets français : « et ».
- Les listes à puces sont à éviter, des paragraphes rédigés étant largement préférés. Les tableaux sont à réserver à la présentation de données structurées (résultats, etc.).
- Les appels de note de bas de page (petits chiffres en exposant, introduits par l'outil «  Source ») sont à placer entre la fin de phrase et le point final[comme ça].
- Les liens internes (vers d'autres articles de Wikipédia) sont à choisir avec parcimonie. Créez des liens vers des articles approfondissant le sujet. Les termes génériques sans rapport avec le sujet sont à éviter, ainsi que les répétitions de liens vers un même terme.
- Les liens externes sont à placer uniquement dans une section « Liens externes », à la fin de l'article. Ces liens sont à choisir avec parcimonie suivant les règles définies. Si un lien sert de source à l'article, son insertion dans le texte est à faire par les notes de bas de page.
- La présentation des références doit suivre les conventions bibliographiques. Il est recommandé d'utiliser les modèles {{Ouvrage}}, {{Chapitre}}, {{Article}}, {{Lien web}} et/ou {{Bibliographie}}. Le mode d'édition visuel peut mettre en forme automatiquement les références.
- Insérer une infobox (cadre d'informations à droite) n'est pas obligatoire pour parachever la mise en page.

Pour une aide détaillée, merci de consulter Aide:Wikification.
Si vous pensez que ces points ont été résolus, vous pouvez retirer ce bandeau et améliorer la mise en forme d'un autre article.
Simi Garewal (née Simrita Garewal) est une actrice, réalisatrice, productrice et animatrice de talk-show indienne.
Elle est connue pour ses rôles dans des films hindi comme Do Badan (1966), Saathi (1968), Mera Naam Joker (1970), Siddhartha (1972), Karz (1980) et Udeekaan (film punjabi). Elle a aussi joué dans le film bengali Aranyer Din Ratri réalisé par Satyajit Ray. Elle est également connue pour son talk-show de célébrités, Rendez-vous avec Simi Garewal.

## Famille et enfance
Garewal est née à Ludhiana,. Son père a servi dans l'armée indienne comme brigadier. Simi est la cousine de Pamela Chopra, épouse du cinéaste Yash Chopra. La mère de Simi, Darshi, et le père de Pamela, Mohinder Singh, étaient frères et sœurs. Simi a grandi en Angleterre et a étudié à la Newland House School avec sa sœur Amrita.

## Carrière au cinéma et à la télévision
Après avoir passé une grande partie de son enfance en Angleterre, Garewal est retournée en Inde alors qu'elle était adolescente. Sa maîtrise de la langue anglaise a incité les réalisateurs du film anglophone Tarzan au palais des Indes à lui offrir un rôle. Garewal a fait ses débuts aux côtés de Feroz Khan dans ce film sorti en 1962. Sa performance fut suffisamment convaincante pour qu'elle obtienne d'autres rôles. Durant les années 1960 et 1970, elle a joué dans de nombreux films indiens notables, travaillant avec des réalisateurs de premier plan tels que Mehboob Khan dans Son of India (1962), Raj Khosla dans Do Badan (1966), Raj Kapoor dans Mera Naam Joker (1970), Satyajit Ray dans Aranyer Din Ratri (1970, Jours et nuits dans la forêt ) et Mrinal Sen dans Padatik (1973, The Guerilla Fighter ). Elle a joué aux côtés de Shashi Kapoor dans Siddhartha (1972) de Columbia Pictures, un film en anglais basé sur le roman d'Hermann Hesse. Garewal se retrouve nue dans ce film, ce qui a provoqué une certaine controverse en Inde et le film n'a pu être diffusé qu'après avoir subi la censure des scènes concernées,,. Plus tard, au milieu des années 1970, elle fait une apparition dans le film populaire Kabhi Kabhie (1976), réalisé par son beau-frère Yash Chopra, et a eu un rôle principal dans Chalte Chalte (1976). En 1980, elle incarne une vampire dans Karz, un autre rôle important dans sa carrière. Elle a joué dans le docu-drame de la BBC Maharajas (1987), basé sur le livre de Charles Allen.
Au début des années 1980, Garewal se tourne vers l’écriture et la réalisation. Elle fonde sa propre société de production, Siga Arts International. Elle a animé, produit et réalisé une série télévisée pour Doordarshan intitulée It's a Woman's World (1983). Elle a également réalisé un documentaire pour Channel 4 au Royaume-Uni intitulé Living Legend Raj Kapoor (1984). Ceci a été suivi par un documentaire en trois parties sur Rajiv Gandhi intitulé India's Rajiv. Elle a écrit et réalisé un long métrage en hindi, Rukhsat, et a produit des publicités télévisées.
Garewal a animé le talk-show Rendezvous avec Simi Garewal.
Elle est connu pour porter généralement des vêtements blancs dans les émissions de télévision et lors des cérémonies de remise de prix, ce qui lui vaut le surnom populaire de « La Dame en blanc » ("The Lady In White"). Garewal est apparu sur Say Shava Shava 2008 en tant qu'animatrice et juge.
Garewal revient à la télévision en 2011avec son nouveau talk-show India's Most Desirable sur Star Plus. Elle y interviewe uniquement des célibataires tels des acteurs de Bollywood, des stars du monde des affaires et des médias ou des joueurs de cricket indiens sur leur « idéal de beauté ».
Simi Garewal a son propre site Web qu'elle utilise pour interagir avec ses fans. Le site fait entendre sa voix qui lit le texte. Elle a également sa propre chaîne sur YouTube où toutes ses émissions et documentaires sont disponibles. La chaîne compte plus de 200 millions de vues en 2024.

## Vie personnelle
Garewal a eu sa première relation sérieuse à l'âge de 17 ans, avec le Maharaja de Jamnagar, Shatrusalyasinhji, qui était également son voisin en Angleterre,,. Garewal a ensuite eu une relation avec Mansoor Ali Khan Pataudi, le Nawab de Pataudi, mais il a rompu avec elle après avoir rencontré Sharmila Tagore,.
En 1970, elle épouse Ravi Mohan, un membre de la famille aristocratique Chunnamal de Delhi. Ils divorcent en 1979.

## Filmographie
| Année | Film                 | Rôle                      | Notes                      |
| ----- | -------------------- | ------------------------- | -------------------------- |
| 1962  | Raaz Ki Baat         | Kamal                     |                            |
| 1962  | Son of India         | Lalita                    |                            |
| 1962  | Tarzan Goes to India | Princesse Kamara          |                            |
| 1965  | Teen Devian          | Simi / Radha Rani         |                            |
| 1965  | Johar-Mehmood in Goa | Simmi                     |                            |
| 1966  | Do Badan             | Dr Anjali                 |                            |
| 1968  | Aadmi                | Aarti                     |                            |
| 1968  | Saathi               | Rajini                    |                            |
| 1968  | Ek Raat              | Rekha B Sharma            |                            |
| 1970  | Mera Naam Joker      | Mary                      |                            |
| 1970  | Aranyer Din Ratri    | Duli                      | film Bengali               |
| 1971  | Andaz                | Mona                      |                            |
| 1971  | Do Boond Pani        | Gauri                     |                            |
| 1971  | Seema                |                           |                            |
| 1972  | Anokhi Pehchan       |                           |                            |
| 1972  | Siddhartha           | Kamala                    |                            |
| 1973  | Padatik              | Femme cachant un militant | film Bengali               |
| 1973  | Namak Haraam         | Manisha                   |                            |
| 1974  | Haath Ki Safai       | Roma S Kumar              |                            |
| 1975  | Dak Bangla           |                           | Simi Nitin Sethi et autres |
| 1976  | Naach Uthe Sansaar   | Somu                      |                            |
| 1976  | Chalte Chalte        | Geeta                     |                            |
| 1976  | Kabhi Kabhie         | Shobha Kapoor             |                            |
| 1977  | Abhi To Jee Lein     | Miss Mahajan              |                            |
| 1979  | Ahsaas               | Asha Choudhry             |                            |
| 1980  | The Burning Train    | Institutrice              |                            |
| 1980  | Karz                 | Kamini Verma              |                            |
| 1980  | Insaf Ka Tarazu      | Lawyer                    |                            |
| 1981  | Naseeb               | Elle-même                 | Apparition                 |
| 1981  | Professor Pyarelal   | Rita                      |                            |
| 1981  | Biwi-O-Biwi          | Nisha                     |                            |
| 1982  | Teri Meri Kahani     | Meena Shastry/Seema       |                            |
| 1982  | Hathkadi             | Pammi Mittal              |                            |
| 1986  | Love and God         | Ghazala                   |                            |
| 1988  | Rukhsat              | Radha Talwar              | aussi réalisatrice         |

## Télévision
| Année | Émission                                     | Rôle                    | Remarques                                                             |
| ----- | -------------------------------------------- | ----------------------- | --------------------------------------------------------------------- |
| 1985  | La légende vivante Raj Kapoor                | Scénariste/réalisatrice | Documentaire sur Raj Kapoor pour Channel Four Television, Royaume-Uni |
| 1991  | L'Inde de Rajiv                              | Scénariste/réalisatrice | Série documentaire en trois parties sur Rajiv Gandhi                  |
| 1997  | Rendez-vous avec Simi Garewal                | Hôte                    | 5 saisons (140 épisodes), sur Star World India                        |
| 2011  | Simi choisit les indiens les plus désirables | Hôte                    | 1 saison (22 épisodes), sur Star World India                          |

## Controverse
Après les attentats terroristes de Bombay en novembre 2008, Simi Garewal a suscité la controverse en appelant publiquement le gouvernement indien à réaliser des « tapis de bombes» sur les camps d'entraînement pakistanais. Elle s'en est excusée par la suite.